# Kiesgrubensee Gremberghoven
Der Kiesgrubensee Gremberghoven ist ein 37,65 Hektar großes Naturschutzgebiet in Köln. Das Abgrabungsgewässer wurde in den 1980er Jahren stillgelegt und 1989 als Naturschutzgebiet ausgewiesen. Es liegt etwa jeweils 7 km von Bergisch Gladbach und der Kölner Innenstadt, 10 km von Wesseling und jeweils 11 km von Hürth und Troisdorf entfernt.

## Beschreibung
Das Naturschutzgebiet besteht zum überwiegenden Teil aus dem See, der nahezu die gesamte Grube einnimmt. Im Norden ragt eine kleine Insel aus dem Gewässer. Die Anlage von Flachwasserbiotopen ist kaum möglich. Der schmale sandig-kiesige Ufersaum ist zum größten Teil vegetationsfrei. Dahinter schließen sich hohe und steile Grubenböschungen mit Rohbodenvegetation einschließlich Moosen, Pilzen und Flechten sowie angepflanzte Sträucher an. Die Böschungen an der Südgrenze des Naturschutzgebietes sind stark zertreten und weisen nur wenig Vegetation auf. Vor allem der Osthang ist gekennzeichnet durch zahlreiche Böschungsabbrüche und offene Rohbodenflächen. Einige senkrechte Böschungsoberkanten sind für Uferschwalbenkolonien geeignet. Auch Eisvögel und Haubentaucher haben hier ihre Brutstätten.

## Lebensraum- und Biotoptypen
Die im Gebiet vorkommenden Lebensraumtypen sind oligotrophe bis mesotrophe kalkhaltige Gewässer mit benthischer Vegetation aus Armleuchteralgen. Die Biotoptypen bestehen hauptsächlich aus Abgrabungsgewässern sowie Sand- und Kiesabgrabungen.

## Vegetation
Folgende Pflanzenarten sind im Gebiet beheimatet:
Acker-Kratzdistel, Acker-Minze, Ähren-Tausendblatt, Berg-Ahorn, Blauroter Hartriegel, Blutwurz, Breitwegerich, Brombeere, Dürrwurz, Dunkle Glanzleuchteralge, Echtes Johanniskraut, Echtes Tausendgüldenkraut, Fliederspeer, Fuchssches Greiskraut, Gegensätzliche Armleuchteralge, Gemeine Armleuchteralge, Gemeine Nachtkerze, Gemeiner Beifuß, Gemeines Hornkraut, Geruchlose Kamille, Gewöhnliche Kratzdistel, Gewöhnliche Traubenkirsche, Golddistel, Haarblättriges Laichkraut, Habichtskraut, Hainbuche, Huflattich, Hunds-Rose, Kamm-Laichkraut, Kanadisches Berufkraut, Land-Reitgras, Liguster, Raues Hornblatt, Raukenblättriges Greiskraut, Rose, Roter Fingerhut, Rotes Straußgras, Sal-Weide, Sand-Birke, Schmalblättriges Greiskraut, Schmalblättriges Weidenröschen, Sternglanzleuchteralge, Ufer-Wolfstrapp, Vogelknöterich, Wald-Erdbeere, Waldkiefer, Wasser-Schwaden, Wiesen-Knäuelgras, Wiesen-Löwenzahn, Wiesen-Schafgarbe, Zwerg-Laichkraut

## Maßnahmen zur Landschaftspflege
Als Gefährdungen des Naturschutzes gelten im Wesentlichen die Freizeitaktivitäten im Gebiet, eine naturferne Gewässergestaltung sowie Immissionen und Müllablagerungen. Um die angestrebten Schutzziele, nämlich die Erhaltung und naturnahe Entwicklung des Sees, auch als Rastbiotop für ziehende Wasservögel, verwirklichen zu können, werden Flächen abgesperrt und umzäunt, die Fischerei und andere Freizeitaktivitäten eingeschränkt und Müll beseitigt. Insbesondere wird das Gelände der Sukzession überlassen.

## Umgebung
Nahe des Sees befindet sich ein Haltepunkt der S-Bahn Köln.